# ルーケン・ベイカー
ルーケン・グロスバーナー・ベイカー（Luken Grosvenor Baker, 1997年3月10日 - ）は、 アメリカ合衆国テキサス州ヒューストン出身のプロ野球選手（一塁手）。右投右打。MLBのロサンゼルス・ドジャース傘下所属。

## 経歴

### プロ入りとカージナルス時代
2015年のMLBドラフト37巡目（全体1099位）でヒューストン・アストロズから指名されたが、この時は契約せずにテキサスクリスチャン大学へ進学した。大学時代は一時投手も兼任し、二刀流選手としてプレーしていた。
2018年のMLBドラフト2巡目追補（全体75位）でセントルイス・カージナルスから指名され、プロ入り。契約後、傘下のルーキー級ガルフ・コーストリーグ・カージナルスでプロデビュー。A級ピオリア・チーフスでもプレーし、2球団合計で45試合に出場して打率.319、4本塁打、22打点を記録した。
2019年はA+級パームビーチ・カージナルスでプレーし、122試合に出場して打率.244、10本塁打、53打点、1盗塁を記録した。
2020年はCOVID-19の影響でマイナーリーグの試合が開催されなかったため、公式戦の出場は無かった。
2021年はAA級スプリングフィールド・カージナルスとAAA級メンフィス・レッドバーズでプレーし、2球団合計で93試合に出場して打率.249、26本塁打、70打点を記録した。
2022年はAAA級メンフィスでプレーし、124試合に出場して打率.228、21本塁打、66打点を記録した。
2023年は開幕をAAA級メンフィスで迎え、6月4日にメジャー契約を結んでアクティブ・ロースター入りした。メジャーデビューとなった同日のピッツバーグ・パイレーツ戦では「7番・指名打者」で先発出場してメジャー初を含む2安打を放った。この年メジャーでは33試合に出場して打率.209、2本塁打、10打点を記録した。
2024年は21試合の出場にとどまり、打率.175、前年と同じ2本塁打、10打点と奮わなかった一方で、8月29日のサンディエゴ・パドレス戦（ブッシュ・スタジアム）ではメジャー初盗塁を記録した。
2025年は移籍前までに19試合に出場して打率.235、2打点を記録していた。

### ドジャース時代
2025年8月4日にウェイバー公示を経てロサンゼルス・ドジャースへ移籍し、マイナー・オプションでAAA級オクラホマシティ・コメッツに配属された。8月8日ジャスティン・ディーンのアクティブ・ロースター入りに伴いDFAとなった。8月10日にマイナー契約でAAA級オクラホマシティに配属された。

## 詳細情報

### 年度別打撃成績
| 年 度    | 球 団    | 試 合 | 打 席 | 打 数 | 得 点 | 安 打 | 二 塁 打 | 三 塁 打 | 本 塁 打 | 塁 打 | 打 点 | 盗 塁 | 盗 塁 死 | 犠 打 | 犠 飛 | 四 球 | 敬 遠 | 死 球 | 三 振 | 併 殺 打 | 打 率 | 出 塁 率 | 長 打 率 | O P S |
| -------- | -------- | ----- | ----- | ----- | ----- | ----- | -------- | -------- | -------- | ----- | ----- | ----- | -------- | ----- | ----- | ----- | ----- | ----- | ----- | -------- | ----- | -------- | -------- | ----- |
| 2023     | STL      | 33    | 99    | 86    | 9     | 18    | 3        | 0        | 2        | 27    | 10    | 0     | 0        | 0     | 0     | 13    | 0     | 0     | 31    | 1        | .209  | .313     | .314     | .627  |
| 2024     | STL      | 21    | 49    | 40    | 3     | 7     | 1        | 1        | 2        | 16    | 10    | 1     | 0        | 0     | 2     | 7     | 0     | 0     | 11    | 1        | .175  | .286     | .400     | .686  |
| MLB：2年 | MLB：2年 | 54    | 148   | 126   | 12    | 25    | 4        | 1        | 4        | 43    | 20    | 1     | 0        | 0     | 2     | 20    | 0     | 0     | 42    | 2        | .198  | .304     | .341     | .645  |

- 2024年度シーズン終了時

### 年度別守備成績
| 年 度 | 球 団 | 一塁（1B） | 一塁（1B） | 一塁（1B） | 一塁（1B） | 一塁（1B） | 一塁（1B） |
| 年 度 | 球 団 | 試 合      | 刺 殺      | 補 殺      | 失 策      | 併 殺      | 守 備 率   |
| ----- | ----- | ---------- | ---------- | ---------- | ---------- | ---------- | ---------- |
| 2023  | STL   | 12         | 53         | 3          | 0          | 7          | 1.000      |
| 2024  | STL   | 1          | 1          | 0          | 0          | 0          | 1.000      |
| MLB   | MLB   | 13         | 54         | 3          | 0          | 7          | 1.000      |

- 2024年度シーズン終了時

### 背番号
- 26（2023年 - 2025年途中）